# Campionati europei di atletica leggera 2014 - Marcia 20 km femminile
La marcia 20 km femminile ai Campionati europei di atletica leggera 2014 si è svolta il 14 agosto.

## Podio
| Oro     | Elmira Alembekova Russia    |
| Argento | Lyudmyla Olyanovska Ucraina |
| Bronzo  | Anežka Drahotová Rep. Ceca  |

## Programma
| Data           | Ora   | Evento |
| -------------- | ----- | ------ |
| 14 agosto 2014 | 09:10 | Finale |

Ora locale (UTC+2).

## Risultati
| Class   | Atleta                     | Nazione     | Tempo    | Note                                     |
| ------- | -------------------------- | ----------- | -------- | ---------------------------------------- |
| Oro     | Elmira Alembekova          | Russia      | 1h27'56" |                                          |
| Argento | Lyudmyla Olyanovska        | Ucraina     | 1h28'07" |                                          |
| Bronzo  | Anežka Drahotová           | Rep. Ceca   | 1h28'08" | Record nazionale                         |
| 4       | Vera Sokolova              | Russia      | 1h28'24" |                                          |
| 5       | Eleonora Anna Giorgi       | Italia      | 1h28'28" |                                          |
| 6       | Ana Cabecinha              | Portogallo  | 1h28'40" |                                          |
| 7       | Antonella Palmisano        | Italia      | 1h28'43" |                                          |
| 8       | Beatriz Pascual            | Spagna      | 1h29'02" | Miglior prestazione personale stagionale |
| 9       | Hanna Drabenia             | Bielorussia | 1h29'39" | Miglior prestazione personale            |
| 10      | Raquel González            | Spagna      | 1h30'03" |                                          |
| 11      | Neringa Aidietytė          | Lituania    | 1h30'47" |                                          |
| 12      | Viktória Madarász          | Ungheria    | 1h30'57" | Miglior prestazione personale            |
| 13      | Inês Henriques             | Portogallo  | 1h31'32" |                                          |
| 14      | Agnieszka Dygacz           | Polonia     | 1h31'36" |                                          |
| 15      | Alina Matsviayuk           | Bielorussia | 1h31'46" |                                          |
| 16      | María José Poves           | Spagna      | 1h32'02" |                                          |
| 17      | Mária Gáliková             | Slovacchia  | 1h32'03" | Record nazionale                         |
| 18      | Brigita Virbalytė-Dimšienė | Lituania    | 1h32'46" |                                          |
| 19      | Laura Polli                | Svizzera    | 1h33'22" | Miglior prestazione personale            |
| 20      | Despina Zapounidou         | Grecia      | 1h34'03" |                                          |
| 21      | Marie Polli                | Svizzera    | 1h34'39" | Miglior prestazione personale stagionale |
| 22      | Federica Curiazzi          | Italia      | 1h35'48" | Miglior prestazione personale            |
| 23      | Inna Kashyna               | Ucraina     | 1h35'51" |                                          |
| 24      | Antigoni Drisbioti         | Grecia      | 1h35'54" |                                          |
| 25      | Mária Czaková              | Slovacchia  | 1h38'38" |                                          |
| -       | Paulina Buziak             | Polonia     | dnf      |                                          |
| -       | Lucie Pelantová            | Rep. Ceca   | dnf      |                                          |
| -       | Laura Reynolds             | Irlanda     | dnf      |                                          |
| -       | Vasylyna Vitovchuk         | Ucraina     | dq       |                                          |